# Hugues l'Aleman (mort en 1264)
 (mai 2025).
Ne doit pas être confondu avec Hugues l'Aleman.
Hugues l'Aleman, mort en 1264, est un croisé d'origine allemande. Il est le fils aîné de Jean l'Aleman, seigneur de Césarée, et de son épouse Marguerite Brisebarre, fille et héritière de Jean Brisebarre, seigneur de Césarée.
En qualité de fils aîné, il est l’héritier légitime de cette seigneurie. Toutefois, il meurt au printemps 1264 d'une chute de cheval, dans laquelle il se rompt le cou.
Il n'a pas contracté d'union ni eu de descendance connue, c'est donc son frère puîné Nicolas l'Aleman qui devient l'héritier de la seigneurie de Césarée, puis à partir de 1277 son plus jeune frère Thomas l'Aleman.